# حسين شاه حسيني
حسين شاه حسيني (20 فبراير 1928 - 24 ديسمبر 2017) سياسي إيراني، كان عضوا بارزا في المجلس المركزي للجبهة الوطنية الإيرانية.

## سيرته
ولد حسين بن زین العابدین النوري الشاه‌-حسيني في طهران في 20 فبراير 1928. بدأ نشاطه السياسي كطالب، طرد من مدرسة دار الفنون الثانوية واستمر في المعهد، ولكنه سُجِن فيما بعد. انتخب معاونا لمهدي بازركان في الحكومة الإيرانية المؤقتة عام 1979.

## مؤلفاته
- الجانب الآخر من الذكريات: 2009.
- سبعون عاما من المقاومة: 2015.

## وفاته
توفي يوم 24 ديسمبر 2017 في طهران.